# ملك الديناصورات
ملك الديناصورات مسلسل أنمي ياباني من إنتاج إستديو سنرايز تم عرض المسلسل لأول مره في 4 فبراير 2007 واستمر عرضه حتى 27 يناير 2008. تمت دبلجة المسلسل للغة العربية وعرض على قناة إم بي سي 3.

## الأصوات
- رانيا مروة - ماكس
- سهير ناصر الدين
- ميرنا شمص
- إيمان بيطار
- حسان حمدان
- شادي شمص
- سعد حمدان
- أسمهان بيطار
- خالد السيد
- رودي قليعاني

## طاقم العمل

### النسخة العربية
- ترجمة: زينب رمال
- خطوط إلكترونية: علي جمعة
- مكساج: طوني سعادة
- مونتاج: جمال مقلد
- تنفيذ: فادي الرفاعي، طوني سعادة، محمود النحيلي
- الإشراف الفني: وليد مرعي
- الإشراف العام: مفيد مرعي
- تم التنفيذ في استديوهات: Super M Productions

بيروت - لبنان
- توزيع: KM Productions

## روابط خارجية
الموقع الرسمي
 (باليابانية)
- Official Sega Toys website (باليابانية)
- Sega takes on Taito Company claims Taito's dinosaurs infringe on its insects.